# Gordon Pirie
Douglas Alistair Gordon Pirie (Leeds, 10 febbraio 1931 – Lymington, 7 dicembre 1991) è stato un mezzofondista britannico.

## Palmarès
- Giochi olimpici

Melbourne 1956: argento nei 5000 metri piani.
- Europei

Stoccolma 1958: bronzo nei 5000 metri piani.

## Campionati nazionali
1951
- Oro ai campionati inglesi, 10000 m piani - 29'32"0

1956
- 15º ai campionati inglesi di corsa campestre - 49'47"

1958
- 19º ai campionati inglesi di corsa campestre - 50'36"

1961
- 20º ai campionati inglesi di corsa campestre - 51'28"

## Altre competizioni internazionali
1952
- Argento all'ISTAF Berlin ( Berlino), 5000 m piani - 14'29"4

1955
- Oro al Lotto Cross Cup de Hannut ( Hannut) - 43'05"